# 岳林街道
岳林街道，是中华人民共和国浙江省宁波市奉化区下辖的一个街道办事处，辖区面积26.88平方公里，因岳林寺而得名:69-70。

## 历史
唐时属广平乡，宋至清属奉化乡，民国初属奉化区，1919年属进化区，1939年属城区大桥镇，西坞区进化二乡、三乡、四乡，1947年属进化区大桥镇、进化乡，1949年属大桥区，1950年撤销大桥区，进化乡改属西坞区，后改为大桥镇、长汀乡、舒家乡、斯张乡、康亭乡，其中、长汀乡、舒家乡、斯张乡属西坞区，康亭乡属方门区，1951年奉中镇、大桥镇合并为城关镇，1952年城关镇改为城关区，辖奉中镇、大桥镇，1954年属大桥镇、尚田乡、斯张乡、康亭乡，其中尚田乡属方门区，斯张乡、康亭乡属西坞区，1955年城关区不设镇，1956年设大桥镇，斯张乡、长汀乡并入舒家乡，尚田乡、康亭乡之河东村、昱南村、葛吞乡溪汪村、鸣雁乡下田塔村并入方门乡，1958年改为大桥公社大桥管理区、西坞公社舒家管理区、方门公杜方门管理区，1959年撤销舒家管理区，分别并入大桥管理区、西坞管理区，1961年改为大桥公社、舒家公社、尚桥公社，其中大桥公社、舒家公社属城关区，尚桥公社属西坞区，1962年撤销城关区，大桥公社改为直属公社，大桥公社五星（明化）大队划归舒家公杜，舒家公杜划归西坞区，1963年大桥公社更名为城关公社，1964年城关公社改为城关镇，1970年奉中公社、舒家公社并入城关镇，1972年恢复舒家公社，属西坞区，1980年城关镇改为直属镇，1981年城关镇更名为大桥镇，1983年舒家公社改为舒家乡，尚桥公社改为尚桥乡，1992年5月舒家乡并入大桥镇，尚桥乡并入西坞镇，2001年6月撤销大桥镇，以县江为界，以西设立锦屏街道，以东设立岳林街道，2008年7月西坞街道童桥村、赵家村划入岳林街道，设立童赵村:13-17、69:45、54。

## 行政区划
岳林街道下辖以下地区：
民主社区、新民社区、东升社区、桃源社区、秀水社区、绿都社区、上林社区、新桥村、新民村、勤丰村、后方村、龙潭村、湖桥头村、斗门村、舒前村、舒后村、牌门村、王叶村、周家村、斯张村、圣墩村、明化村、瑞丰村、新鲍村、东一村、童桥村、倪家碶村、梁家墩村、吴墩村、前方村和土埭良种繁殖场。